# Nikon 105/2 DC
Портретний об'єктив Nikon 105mm f/2 DC (Nikkor 105mm DC) — незмінно популярна модель об'єктива серед аудиторії фотографів. Це один з найбільш різких об'єктивів, створений для тих, хто в погоні за різкістю. 
До функцій Nikon NIKKOR AF 105/2 D DC відноситься тотальний контроль над параметрами знімального процесу. Різкість наводитися за допомогою механізму внутрішнього фокусування, що забезпечує високу точність наведення. Вбудованого приводу автофокусування об'єктив позбавлений, тому швидкість наведення різкості залежить безпосередньо від параметрів фотокамери.
Особливістю є наявність системи управління розфокусуванням зображення (яка, треба зауважити, є передовою). Визначення ступеня корекції сферичної аберації здійснюється за допомогою спеціального кільця, розташованого на корпусі.
Знімки, отримані за допомогою NIKKOR AF 105/2 D DC, відрізняються бездоганною чіткістю, контрастом, чудовою тонопередачею і яскравою кольоровою гамою.

## Переваги
```
- Фокусна відстань 105 мм
- Мінімальна діафрагма F16
- Діафрагма F2
- Кут огляду 23 ° 20?
- Автоматичне фокусування
- Мінімальна відстань фокусування 0.9 м
- Число елементів / груп елементів 6/6
- Кількість пелюсток діафрагми 9
- Розміри (D x L) 79 x 111 мм, вага 640 г
- Діаметр світлофільтру 72мм
```

## Опис
Макро на цьому об'єктиві досить умовне, оскільки немає ніяких сучасних об'єктивів з еквівалентною фокусною відстанню при фокусуванні на малих відстанях до об'єкта.
А враховуючи той факт, що Никон 105мм DC дуже навіть світлосильний з максимальною діафрагмою f / 2, то, крім квіточок, ви ще й живність зловите на коротких витримках.
Але тільки з такою діафрагмою у вас будуть проблеми з малою глибиною різкості.
Витяги у вас будуть досить короткі через світлосили, однак, спорт фотографувати досить проблематично виявилося. Автофокус спрацьовує швидко, але чомусь не до кінця, і часто він ніби доводиться, що займає якийсь час. Але коли ви бачите підтвердження автофокусу після доведення, то будьте впевнені, ніяких сюрпризів з різкістю об'єкта у вас не буде. Загалом, спорт теж можна фотографувати, але за умови, що ви заздалегідь сфокусувалися.
Всі чомусь називають портретними об'єктивами все, що завгодно, навіть універсальний 50mm f/1.8D, але тільки не об'єктиви, спеціально розроблені для портретів. У далекі дев'яності інженери Никон придумали спеціальну штуку, якої більше ні в кого немає - управління боке, або Defocus Image Control (DC у назві об'єктива). Це додаткове колесо, яке дозволяє управляти боке, тобто, розмиванням фону.
Працює це просто: ви встановлюєте DC на значення діафрагми, яка в даний момент у вас встановлена. F — якщо ви хочете розмити передній план, пожертвувавши заднім, який розмиється слабкіше.
R — якщо ви хочете сильніше розмити фон. У цьому випадку ви отримуєте найпрекрасніше боке на Землі, фон просто розчиняється, навіть якщо на ньому присутні контрастні деталі.
Якщо DC залишити в нульовому положенні, то у вас просто дуже різкий об'єктив, наче Defocus Control у вас немає. А якщо кільце управління боке повернути до упору в бік R, то ви отримаєте ефект софт-фокусу.